# Tence
Tence – miejscowość i gmina we Francji, w regionie Owernia-Rodan-Alpy, w departamencie Górna Loara.
Według danych na rok 1990 gminę zamieszkiwało 2788 osób, a gęstość zaludnienia wynosiła 53 osoby/km² (wśród 1310 gmin Owernii Tence plasuje się na 74. miejscu pod względem liczby ludności, natomiast pod względem powierzchni na miejscu 24.).